# Funcionalisme lingüístic
El funcionalisme és una escola de la gramàtica teòrica que analitza les funcions que un mot o partícula juga en un entorn determinat, i a partir d'aquestes funcions explica el funcionament general d'una llengua. El terme funció va més enllà de la funció sintàctica tradicional, per incloure-hi tots els nivells d'anàlisi de la lingüística. Per això, diversos corrents, com la gramàtica funcional, la glossemàtica, la gramàtica sistemicofuncional o determinades branques de l'estructuralisme tardà poden agrupar-se dins el funcionalisme.
Un element té una funció determinada que el distingeix d'altres, és per això que un complement directe existeix en oposició a un atribut o un nom, per diferenciar-se d'un verb, per exemple. Per tant, no té sentit analitzar aïlladament cap membre del sistema lingüístic, sinó en relació als altres membres del model, del tot, ja que és precisament en contraposició a aquests que es defineix i juga una funció.
El concepte de funció també implica que "serveix per a" alguna cosa dins el procés global de la comunicació; un element té sentit si ajuda a transmetre o comprendre missatges dins un idioma; sinó, es descarta com a redundant o insuficient. La funció, aleshores, no solament esclareix els trets distintius d'aquell element estudiat sinó que analitza l'ús que en fan els parlants d'acord amb les normes de la gramàtica.

## La fonologia funcionalista
El funcionalisme neix amb la fonologia, nom que el lingüista Nikolai Trubetskoi donà a un mètode particular d'investigació dels fenòmens fònics i que la desenvolupà l'Escola de Praga i altres lingüistes com André Martinet i Roman Jakobson.
La principal troballa històrica de la fonologia fou la del valor distintiu dels fonemes, tot i no tenir cap significació: la seva funció consisteix sobretot a fer distingibles altres unitats que tenen sentit. Aquesta observació subministrà als lingüistes un principi d'abstracció: no tots els caràcters físics que apareixen a la pronunciació d'un fonema tenen aquest valor distintiu, ço és, la seva articulació no està motivada per una intenció comunicativa. En aquest sentit, el funcionalisme duu a aïllar, entre els trets fonètics físicament presents en una pronunciació donada, aquells que tenen un valor distintiu, és a dir, els escollits perquè sigui possible comunicar una informació. Només aquests fonemes són considerats fonològicament pertinents.
Per determinar aquests trets, els fonòlegs elaboraren el mètode anomenat de commutació, mitjançant el qual, després de fer variar fonèticament un so a la mateixa posició de paraula amb l'objectiu de distingir en quin moment aquesta variació implica un canvi de significat, s'aconsegueix distingir els diferents fonemes d'una llengua.
A més de la commutació, els fonòlegs aplicaren un segon principi saussurià, el d'oposició, segons el qual una entitat lingüística qualsevulla només està constituïda per allò que la distingeix d'una altra.

## La morfologia funcionalista
El primer teòric que intentà aplicar els principis funcionalistes a l'àmbit de la morfologia fou G. Gougenheim. La seva idea, discutible, era que per definir la funció d'una categoria gramatical havia de comprar-se amb les altres, car l'usuari de la llengua ho escull amb relació a ells i només aquesta tria representa un paper a la comunicació. Empra el concepte fonològic d'oposició i distingeix tres tipus: servitud gramatical (quan l'ús d'un element lingüístic implica l'ús d'un altre), variació estilística (quan el canvi d'un element per un altre és irrellevant per al sentit) i l'oposició de sentit (quan aquest canvi sí que implica canvis en el significat).

## La sintaxi funcionalista
André Martinet és el lingüista que emprengué en primer lloc la tasca de construir una sintaxi funcional, però, després de les dificultats observades a la morfologia, introdueix principis d'anàlisi que no tenen un equivalent en la fonologia.
Martinet parteix de la idea que la funció de tot enunciat és comunicar una experiència i que per tant està constituït per un predicat (que designa el procés central en aquesta experiència), acompanyat de vegades per una sèrie de complements (inclòs el subjecte); la funció d'aquests complements és aportar un tipus particular d'informació sobre aquest procés.
Allò rellevant en aquest plantejament és que aquestes funcions no poden establir-se generalment per commutació.